# Beuren (Aalen)
Beuren ist ein Teilort von Waldhausen, einem Stadtbezirk von Aalen.

## Lage und Verkehrsanbindung
Beuren liegt östlich des Stadtkerns von Aalen und östlich von Waldhausen und ist mit der Landesstraße L 1080 an den Verkehr angebunden. Außerdem führt eine kleine Straße nach Elchingen.
Der Weiler liegt auf dem Härtsfeld, einer Hochfläche der Schwäbischen Alb.

## Geschichte
Beuren wurde das erste Mal 1298 als Buren erwähnt, das Kloster Neresheim war in dieser Zeit begütert. Ab dem 15. Jahrhundert war der Deutsche Orden Hauptbesitzer. Unter Widerspruch des Ordens beanspruchte Oettingen die Landeshoheit und das Hochgericht.
1872 hatte Beuren 131 Einwohner.